# 振江镇
振江镇，是中华人民共和国辽宁省丹东市宽甸满族自治县下辖的一个乡镇级行政单位。

## 行政区划
振江镇下辖以下地区：
石柱子村、绿江村、大青村、万宝村、浑江村和西江村。